# ヘルクレス座ゼータ星
ヘルクレス座ζ星は、ヘルクレス座の恒星で3等星。

## 特徴
この星は2重星であり、2つの星の離角は1秒より大きい。伴星のζ星Bは、平均で15天文単位離れ、公転周期34.5年とされる。離心率は大きく、2星の距離は、近点で8天文単位、遠点で21天文単位となる。このような環境では惑星は存在できない可能性が高い。
この星が属し、またこの星の名が冠されている『Zeta Herculis moving group』には、ペルセウス座、はちぶんぎ座、おおかみ座といった、遠く離れた星が含まれている。
| 指標         | 構成要素   | 構成要素    |
| 指標         | A          | B           |
| ------------ | ---------- | ----------- |
| スペクトル型 | G0、準巨星 | K0VまたはG7 |
| 視等級       | 2.879      | 5.40        |
| 絶対等級     |            |             |
| 質量 (M☉)    | 1.5        | 0.85        |
| 半径 (R☉)    | 2.5        |             |
| 光度 (L☉)    | 6以上      | 0.65        |
| 表面温度 (K) | 5,780      |             |